# Gefle Porslinsfabrik

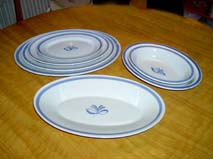
Blått Band, Gefle Porslinsfabrik.

Gefle Porslinsfabrik AB var en fabrik för porslinstillverkning (i egentlig mening inget porslin utan enbart flintgods) i Gävle 1910–1979.

## Historik
Fabriken grundades i Gävle år 1910 under namnet Gefle Porslinsbruk och 1913 ombildades den till ett aktiebolag som då fick namnet Gefle Porslinsfabrik. På platsen där fabriken låg fanns tidigare även Gefle Kakelfabrik. Chef för fabriken var 1910-1913 Gustaf Holmström. Redan från början tillverkades hushållsgods och konstgods i flintgods, från 1913 togs även servisporslin upp i produktionen. 1913 blev Waldemar Meyer chef för fabriken, från 1922 var han ensam ägare, något han sedan blev fram till försäljningen till Upsala-Ekeby AB 1936.
Under Meyers tid i ledningen anställdes Arthur Percy 1923 som konstnärlig ledare vilket han var fram till 1959. Då Gefle införlivades i Ekebykoncernen blev de tre skorstenarna som sedan 1930 varit fabriksmärke för Geflefabriken varumärke för koncernen. Från 1964 tillverkades främst ugnsfasta serier och serviser i Gefle, och 1968 upphörde tillverkningen av konstgods. Tillverkningen vid Gefle Porslinsfabrik lades ned 1979.
Fabriken med sina tre karakteristiska skorstenar låg på Söder. Efter porslinstillverkningens nedläggning har byggnaden inrymt olika småindustrier och inrymmer i dag även delar av Polhemsskolans och kulturskolans verksamheter.

## Konstnärliga ledare
- Arthur Percy under perioden 1923–1959

## Övriga konstnärliga medarbetare
- Herbert Perje under perioden 1911-1955
- Georg Asplund under perioden 1912-1920-talet
- Eugen Trost under perioden 1922-1963
- Ivar Johnsson under 1930-talet
- Maggie Wibom under perioden 1933–1934
- Märta Willborg 1937
- Helmer Ringström under perioden 1942-1980
- Anna-Lisa Thomson under perioden 1936-1952
- Sven Erik Skawonius under perioden 1936-1939 och 1953-1957
- Vicke Lindstrand under perioden 1942–1950
- Ingrid Atterberg under perioden 1944-1963
- Mari Simmulson under perioden 1949-1972
- Lillemor Mannerheim under perioden 1949–1957
- Eva Stær-Nielsen 1952
- Kjell Blomberg under perioden 1953–1957
- Dorothy Clough under perioden 1954–1957
- Berit Ternell under perioden 1957–1972
- Göran Andersson under 1960-talet
- Paula von Freyman 1962-1964
- Jackie Lynd under 1970-talet

## Exempel på dekorer ur Gefles produktion
- Rubin från perioden 1940–1958, ritad av Eugen Trost
- Vinranka från perioden 1938–1969, ritad av Arthur Percy
- Amanita från 1939
- Kosmos från 1966–1977, ritad av Berit Ternell